# Tetraleurodes semibarbata
Tetraleurodes semibarbata là một loài côn trùng cánh nửa trong họ Aleyrodidae, phân họ Aleyrodinae.
Tetraleurodes semibarbata được Takahashi miêu tả khoa học đầu tiên năm 1955.